# Joseph Hall (biskop)
Joseph Hall, född 1 juli 1574, död 8 september 1656, var en engelsk teolog och författare.
Hall blev biskop av Exeter 1627 och av Norwich 1641. Han intog i teologiska och kyrkliga frågor en förmedlande hållning mellan de högkyrkliga och puritanska partierna men invecklades icke desto mindre i strid med båda och fick 1643 lämna sitt biskopsstift. Hall skrev flera tidssatiriska arbeten och gjorde själv anspråk på att vara Englands första satiriker.